# Kain Albert

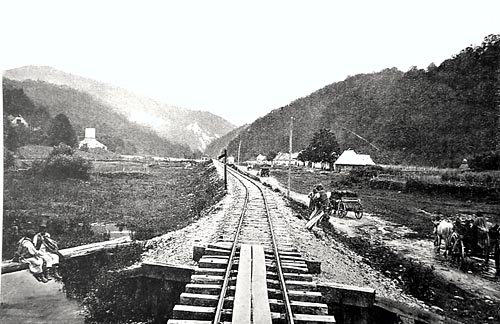
Az Arad-Csanád vasútvonal építése Kain Albert felvételén, 1909-ben

Kain Albert (Nagykálló, 1858. december 26. – Budapest, 1909. december 16.) vasútépítő mérnök.

## Életrajza
Kain Albert 1858. december 26-án született Nagykállóban. Elemi és középfokú tanulmányait szülővárosában végezte, majd a műegyetemen szerzett diplomát. Tanulmányainak befejezése után az államvasutak szolgálatába lépett. Tevékenységét az 1800-1900-as évek fordulója körüli időben fejtette ki a Buda–újszőnyi vonal nyomjelzésénél, a máramarosi vasút, a Csíkszereda-országhatár vonal és a Balaton-vasút tervezése és építése körül.
Aktív tagja volt a Magyar Mérnök- és Építész Egyletnek (MMÉE) és a Vasúti és Hajózási Klubnak (VHK), a MÁV  megbízásából ő szerkesztette a Magyarország című könyvet, amely 1909-ben jelent meg és angol, német, francia nyelven is kiadták. A reprezentatív kivitelű kiadvány - bekötési táblaterve és borítójának szépsége miatt - pályadíjat is nyert. A mű vasútföldrajzi szempontból kívánta bemutatni hazánk történelmét, néprajzát, nevezetességeit és  természeti szépségeit, legfőképpen a külföld előtt. A 20. század elejének alapvető forrásmunkái  közé tartozó könyvritkaság különlegességét és értékét jelzi, hogy 83 év elteltével, 1992-ben hasonmás (reprint) kiadásban ismét megjelent.
Tagja volt a Magyar Iparművészeti Társulatnak, a Magyar Országos Technikus Kongresszusnak és több különböző szakbizottságnak is. 1902-ben felvették a Könyves Kálmán szabadkőműves páholyba.
A székely vasutak építéséről 1897-ben megjelent két írásáért Hollán Ernő-díjat kapott, 1908-ban pedig a Ferenc József-rend lovagkeresztje kitüntetésben részesült.
Budapesten halt meg 1909. december 16-án.

## Fontosabb vasútépítési munkái
- 1882-1884.  Buda (ma  Budapest-Kelenföld)  -  Újszőny (ma  Komárom)  vonal.
- 1892-1895. Máramarossziget – Kőrösmező
- 1895-1897. Csíkszereda – Gyimes szoros–határszéli vonal.
- 1899-1900. Fiume- brajdiczai összekötő vonal.
- 1900-1903. Pozsonyi  alagút.
- 1903-1905. Nagyberezne - Uzsok-országhatár vonal.
- 1906-1907. Déda-Gyergyószentmiklós vonal.
- 1908-1909. Budapesti pályaudvarok.